# SC Olhanense
Sporting Clube Olhanense – portugalski klub piłkarski grający obecnie w trzeciej lidze, mający siedzibę w mieście Olhão da Restauração, leżącym w regionie Algarve.

## Historia
Klub został założony 27 kwietnia 1912 roku. W 1924 roku wygrał mistrzostwa Portugalii po tym, jak w finale pokonał FC Porto 4:2. Do 1941 roku był członkiem Federacji Piłkarskiej Regionu Algarve i wtedy też przystąpił do rozgrywek pierwszej ligi portugalskiej. W 1945 roku wystąpił w finale Pucharu Portugalii, w którym przegrał 0:1 ze Sportingiem. W 1946 roku zajął 4. miejsce w lidze, najwyższe w swojej historii. W 1975 roku klub spadł do drugiej ligi. W 2009 roku wygrał ją i po 34 latach powrócił do pierwszej ligi.

## Sukcesy
- I liga:

4. miejsce (1): 1946
- Puchar Portugalii:

zwycięstwo (1): 1924
finalista (1): 1945
- II liga:

mistrzostwo (1): 2009
- mistrzostwa Algarve:

zwycięstwo (14): 1923/24, 1924/25, 1925/26, 1926/27, 1930/31, 1932/33, 1938/39, 1939/40, 1940/41, 1941/42, 1942/43, 1943/44, 1944/45, 1945/46

## Reprezentanci kraju grający w klubie
- Tamangueiro
- Marco Abreu
- Marco Airosa
- Joni
- Wilson
- Stojczo Mładenow
- Narcisse Yameogo
- Moses Sakyi
- Euclides Mendes
- Nicolas Alnoudji
- Carlos Fumo Gonçalves
- Edson
- Hugo Évora
- Marco Soares
- Toy Costa
- José Manuel Veiga